# Phreatia longicaulis
Phreatia longicaulis är en orkidéart som beskrevs av Rudolf Schlechter. Phreatia longicaulis ingår i släktet Phreatia och familjen orkidéer. Inga underarter finns listade i Catalogue of Life.